# Astranthium mexicanum
Astranthium mexicanum là một loài thực vật có hoa trong họ Cúc. Loài này được (A.Gray) Larsen mô tả khoa học đầu tiên năm 1933.